# Svend Kofoed Wodschow
Svend Kofoed Wodschow (17. oktober 1894 i Hillerød – 8. maj 1967 i Wilhelmshaven) var en dansk søofficer og ledende nazist.
Wodschow var ud af en advokatfamilie i Hillerød, søn af sagfører Georg Meinig Wodschow (1859-1923) og Juliane Margrethe Kofoed (1866-?) og sønnesøn til sagfører Georg Marinus Hoff Wodschow. Han, som var ud af en søskendeflok på seks, fik en karriere i Søværnet, blev 1911 kadet, 1916 premierløjtnant, 1923 kaptajnløjtnant og sluttede sin karriere 1932 med rangen orlogskaptajn. 1931 var han næstkommanderende i inspektionsskibet Fylla til Island, og året efter blev han chef for Flakfortet. Han var også Ridder af Dannebrog og fik Hæderstegnet for god tjeneste ved Søetaten.
Wodschow var først en støtte af Det Konservative Folkeparti, men brød i 1939 med partiet, da det gik med på Socialdemokratiets forslag om en grundlovsændring, og gik i stedet med i det nye parti Nationalt Samvirke. Da partiet ikke fik succes ved valget senere samme år, hvor Wodschow stillede op men ikke blev valgt, orientede Wodschow sig i retning af det antisemitiske Dansk Folkefællesskab og Danmarks Nationalsocialistiske Arbejderparti, som han blev medlem af som nr. 7485.
Allerede ved Danmarks besættelse 1940 var Wodschow avanceret til stabsleder og stedfortræder for føreren Frits Clausen og fik kontor Rosenvængets Allé 22 i København. I de første år af besættelsen optrådte Wodschow på en liste over mulige ministre i tilfælde af, at værnemagten ville indsætte en dansk nazistisk regering. I så fald skulle Wodschow have været forsvarsminister. I 1942 blev Wodschow medlem af præsidiet i C.F. von Schalburg's Mindefond.
Efterhånden som DNSAP gik i forfald på grund af manglende indflydelse og resultater, blev Wodschow en belastning. Det hjalp ikke, at han også optrådte uheldigt i offentligheden. 4. april 1943 skriver juristen Knud Nordentoft i sin dagbog blandt andet: "Soldegilder, hvor Wodschow har været oppe at slaas med Børge Bryld og Tykke Tom (to andre partimedlemmer, red.) paa Offentlig Restauration og slaaet Tænder og Brilleglas ind!"
1943 stillede han atter op til Folketinget ved valget, nu for DNSAP, i Københavns Amtskreds, men blev slået af partifællen Ejnar Jørgensen. Wodschow fik 1185 stemmer. Samme år drog han til østfronten og blev udnævnt til Sturmbannführer i SS. Med sine forbindelser i Forsvaret havde han selv spillet en nøglerolle i udnævnelsen af Christian Peter Kryssing som chef for frikorps Danmark.
30. november 1943 mistede han sit embede i partiet, og i 1944 var det slut med Wodschows medlemskab: "Det meddeles herved, at jeg Dags Dato har slettet P.M. 7485 Orlogskaptajn Sv. Wodschow som Medlem af Partiet. Bovrup d. 10. Januar 1944. Theofilus Larsen, Organisationsleder."
Efter befrielsen blev han 25. maj 1945 afskediget uden pension fra Søværnet. Det skete in absentia, for Wodschow var allerede på dette tidspunkt flyttet til Tyskland, hvor han døde 1967. Han blev derfor heller aldrig tiltalt under retsopgøret. Formentlig er han dog blevet slettet af listen over Dannebrogsriddere.
Han blev gift den 2. juni 1918 i Holmens Kirke med Anna Edith Marie Michaelsen (23. september 1898 i Korsør – ?), og de fik sammen en datter. De blev kort tid efter skilt, hvorefter han giftede sig igen den 27. oktober 1924 i Sankt Olai Kirke med Minna Dithmer (11. december 1899 – ?), og de fik sammen en søn. Svend og Minna blev også skilt.
Wodschow døde 1967, efterladende en enke og to børn, og blev 31. maj samme år begravet i familiegravstedet på Hillerød Kirkegård, men har ikke fået en gravsten.